# Écriture daba
Pour les articles homonymes, voir Daba.
Ne doit pas être confondu avec Daba (langue).
L'écriture Daba est un système d'écriture pictographique utilisé pour transcrire la langue Mosuo, proche du Naxi. C'est un des trois systèmes d'écriture pictographique encore vivants aujourd'hui. Les deux autres sont l'écriture Dongba utilisée par les Naxi et l'écriture Shuishu utilisé par les Shui.

## Voir également
- Écriture dongba
- Écriture geba
- Shuishu
- Mosuo